# Aegyptobia pyramidi
Aegyptobia pyramidi är en spindeldjursart som beskrevs av El-Enany och Soliman 1987. Aegyptobia pyramidi ingår i släktet Aegyptobia och familjen Tenuipalpidae. Inga underarter finns listade i Catalogue of Life.